# 却西·洛藏华丹隆柔嘉措
却西·洛藏华丹隆柔嘉措（藏語：བལོ་བཟང་དཔལ་ལྡན་ལུང་རིགས་རྒྱ་མཚོ，威利转写：blo bzang dpal ldan lung rigs rgya mtsho；1934年10月10日—2001年11月21日），男，藏族，青海贵德人，第四世却西活佛。

## 生平
却西出生在青海省贵德县尕让乡一个贫苦的藏族农民家庭，3岁时被九世班禅额尔德尼认定为三世却西活佛的转世灵童，并赐法名“洛藏华丹隆柔嘉措”。1936年4月15日，在塔尔寺为其举行了坐床典礼。1943年4月15日，在塔尔寺依米纳活佛受戒出家，开始学习佛法。1946年，他赴西藏，先后在色拉寺、扎日寺等寺院学习藏传佛教五部大论，兼修显宗和密宗。1956年8月，在罗布林卡举办的佛法《无明》讲辩考试中，获得格西。1957年，他22岁时，在拉萨传召法会上，考取拉然巴格西。
1970年代末，塔尔寺恢复开放后，经塔尔寺僧众的民主推荐，他于1979年到1990年任塔尔寺民主管理委员会主任。其间，他获聘为青海民族学院民族研究所和青海省社会科学院藏族文献研究所研究员。十世班禅额尔德尼在北京西黄寺创办中国藏语系高级佛学院后，亲自将他从塔尔寺调往中国藏语系高级佛学院任副院长，负责该学院的教务工作。
他曾经到西藏、香港、内蒙古等地弘化。1993 年8月，却西活佛在内蒙古阿拉善盟的曼吉伦寺举行了第一次时轮金刚大灌顶法会，成为继十世班禅额尔德尼、贡唐仓·丹贝旺旭等活佛之后，少数举行过时轮金刚大灌顶法会的活佛之一。却西活佛通晓藏语、汉语、蒙古语，对藏传佛教显宗与密宗教理十分精通。在主持塔尔寺期间，曾组织整理塔尔寺所藏的经典文献。
他曾任青海省湟中县人大副主任，青海省佛教协会副会长，中国藏语系高级佛学院副院长，中国佛教协会副会长，中国人民政治协商会议第九届全国委员会常务委员、第六、七、八届全国政协委员等职务。
2001年11月21日，却西·洛藏华丹隆柔嘉措在北京协和医院因病圆寂。

## 著作
- 《青海塔尔寺志》
- 《藏区佛教文化及教派解释》
- 《时轮金刚彩坛·仪节与念集明镜》
- 《时轮金刚灌顶修仪释法明鉴》[1]